# Leichtathletik-Weltmeisterschaften 2023/Teilnehmer (China)
| Goldmedaillen | Silbermedaillen | Bronzemedaillen |
| ------------- | --------------- | --------------- |
| —             | —               | 2               |

Der Leichtathletikverband der Volksrepublik China nahm an den Leichtathletik-Weltmeisterschaften 2023 in Budapest teil. 41 Athletinnen und Athleten wurden vom chinesischen Verband nominiert.

## Ergebnisse

### Männer

#### Laufdisziplinen
| Athletin      | Disziplin    | Vorlauf | Vorlauf | Halbfinale | Halbfinale | Finale    | Finale |
| Athletin      | Disziplin    | Zeit    | Platz   | Zeit       | Platz      | Zeit      | Platz  |
| ------------- | ------------ | ------- | ------- | ---------- | ---------- | --------- | ------ |
| Zhu Shenglong | 110 m Hürden | 13,69 s | 32      | DNQ        | DNQ        | –         | –      |
| Xie Zhiyu     | 400 m Hürden | 49,25 s | 22      | 49,57 s    | 22         | DNQ       | DNQ    |
| Feng Peiyou   | Marathon     |         |         |            |            | 2:22:00 h | 49     |
| He Jie        | Marathon     |         |         |            |            | 2:19:48 h | 45     |
| Yang Shaohui  | Marathon     |         |         |            |            | 2:17:12 h | 38     |
| Niu Wenchao   | 20 km Gehen  |         |         |            |            | 1:27:26 h | 44     |
| Wang Zhaozhao | 20 km Gehen  |         |         |            |            | 1:24:23 h | 37     |
| Zhang Jun     | 20 km Gehen  |         |         |            |            | 1:23:13 h | 29     |
| He Xianghong  | 35 km Gehen  |         |         |            |            | 2:37:31 h | 23     |
| Wang Qin      | 35 km Gehen  |         |         |            |            | 2:39:19 h | 28     |
| Zhaxi Yangben | 35 km Gehen  |         |         |            |            | DSQ       | DSQ    |

#### Sprung/Wurf
| Athlet          | Disziplin      | Qualifikation | Qualifikation | Finale     | Finale |
| Athlet          | Disziplin      | Weite/Höhe    | Platz         | Weite/Höhe | Platz  |
| --------------- | -------------- | ------------- | ------------- | ---------- | ------ |
| Wang Jianan     | Weitsprung     | 8,34 m SB     | 2             | 8,05 m     | 5      |
| Zhang Jingqiang | Weitsprung     | 7,64 m        | 25            | DNQ        | DNQ    |
| Zhang Mingkun   | Weitsprung     | 7,97 m        | 15            | DNQ        | DNQ    |
| Fang Yaoqing    | Dreisprung     | 16,83 m       | 8             | 17,01 m    | 6      |
| Su Wen          | Dreisprung     | 16,59 m       | 17            | DNQ        | DNQ    |
| Zhu Yaming      | Dreisprung     | 17,14 m       | 2             | 17,15 m    | 4      |
| Huang Bokai     | Stabhochsprung | 5,75 m PB     | 13            | 5,75 m PB  | 6      |
| Yao Jie         | Stabhochsprung | 5,75 m        | 5             | 5,75 m     | 9      |
| Zhong Tao       | Stabhochsprung | 5,70 m        | 18            | DNQ        | DNQ    |

### Frauen

#### Laufdisziplinen
| Athletin     | Disziplin   | Vorlauf      | Vorlauf | Halbfinale | Halbfinale | Finale    | Finale |
| Athletin     | Disziplin   | Zeit         | Platz   | Zeit       | Platz      | Zeit      | Platz  |
| ------------ | ----------- | ------------ | ------- | ---------- | ---------- | --------- | ------ |
| He Wuga      | 5000 m      | 15:54,30 min | 36      |            |            | DNQ       | DNQ    |
| Li Zhixuan   | Marathon    |              |         |            |            | 2:35:48 h | 32     |
| Zhang Deshun | Marathon    |              |         |            |            | 2:40:17 h | 48     |
| Liu Hong     | 20 km Gehen |              |         |            |            | 1:30:43 h | 17     |
| Ma Zhenxia   | 20 km Gehen |              |         |            |            | 1:28:30 h | 7      |
| Yang Jiayu   | 20 km Gehen |              |         |            |            | 1:29:40 h | 12     |
| Bai Xueying  | 35 km Gehen |              |         |            |            | 2:49:34 h | 11     |
| Li Maocuo    | 35 km Gehen |              |         |            |            | DNF       | DNF    |
| Qoijing Gyi  | 35 km Gehen |              |         |            |            | DNF       | DNF    |

#### Sprung/Wurf
| Athletin     | Disziplin      | Qualifikation | Qualifikation | Finale     | Finale |
| Athletin     | Disziplin      | Weite/Höhe    | Platz         | Weite/Höhe | Platz  |
| ------------ | -------------- | ------------- | ------------- | ---------- | ------ |
| Li Ling      | Stabhochsprung | 4,60 m        | 13            | DNQ        | DNQ    |
| Niu Chunge   | Stabhochsprung | 4,50 m        | 16            | DNQ        | DNQ    |
| Xu Huiqin    | Stabhochsprung | NM            | NM            | DNQ        | DNQ    |
| Gong Lijiao  | Kugelstoßen    | 19,16 m       | 8             | 19,69 m    | 3      |
| Song Jiayuan | Kugelstoßen    | 18,64 m       | 11            | 18,90 m    | 11     |
| Zhang Linru  | Kugelstoßen    | 18,08 m       | 17            | DNQ        | DNQ    |
| Feng Bin     | Diskuswurf     | 65,68 m       | 2             | 68,20 m SB | 3      |
| Wang Fang    | Diskuswurf     | 58,78 m       | 19            | DNQ        | DNQ    |
| Ji Li        | Hammerwurf     | 70,59 m       | 16            | NM         | NM     |
| Wang Zheng   | Hammerwurf     | 71,93 m       | 10            | 72,14 m    | 8      |
| Zhao Jie     | Hammerwurf     | 73,23 m PB    | 7             | 70,29 m    | 10     |
| Liu Shiying  | Speerwurf      | 60,72 m       | 9             | 61,66 m SB | 6      |